# 2. ŽNL Istarska 2017./18.
2. ŽNL Istarska u sezoni 2017./18. predstavlja 2. rang županijske lige u Istarskoj županiji, te ligu šestog ranga hrvatskog nogometnog prvenstva. 
 
U ligi sudjeluje 12 klubova. Ligu je osvojio "Jedinstvo Omladinac" iz Nedeščine.

## Sudionici
- Brtonigla-Nova Vas
- Dajla
- Iskra Vinež
- Jedinstvo Omladinac Nedešćina
- Kaštelir Labinci
- Mladost Rovinjsko Selo
- Muntić
- Plomin
- Pula ICI
- Rabac
- Šišan
- Vodnjan

## Ljestvica
| mj. | klub                          | ut. | pob. | ner. | por. | gol+ | gol- | bod     |
| --- | ----------------------------- | --- | ---- | ---- | ---- | ---- | ---- | ------- |
| 1.  | Jedinstvo Omladinac Nedešćina | 22  | 16   | 2    | 4    | 68   | 28   | 50      |
| 2.  | Mladost Rovinjsko Selo        | 22  | 14   | 7    | 1    | 49   | 19   | 49      |
| 3.  | Iskra Vinež                   | 22  | 14   | 4    | 4    | 41   | 16   | 46      |
| 4.  | Kaštelir Labinci              | 22  | 12   | 5    | 5    | 48   | 20   | 41      |
| 5.  | Dajla                         | 22  | 11   | 2    | 9    | 48   | 38   | 35      |
| 6.  | Plomin                        | 22  | 8    | 5    | 9    | 41   | 33   | 29      |
| 7.  | Šišan                         | 22  | 8    | 5    | 9    | 40   | 30   | 29      |
| 8.  | Rabac                         | 22  | 8    | 4    | 10   | 39   | 44   | 28      |
| 9.  | Pula ICI                      | 22  | 8    | 2    | 12   | 33   | 46   | 20 (-6) |
| 10. | Muntić                        | 22  | 6    | 2    | 14   | 21   | 52   | 20      |
| 11. | Brtonigla-Nova Vas            | 22  | 5    | 3    | 14   | 40   | 68   | 18      |
| 12. | Vodnjan                       | 22  | 1    | 1    | 20   | 24   | 78   | 4       |

## Rezultatska križaljka
Ažurirano 8. lipnja 2018.
| kratica | klub                          | BNV | DAJ | ISK | JEO | KAL | MLA | MUN | PLO | PUL | RAB | ŠIŠ | VOD   |
| --- | ----------------------------- | --- | --- | --- | --- | --- | --- | --- | --- | --- | --- | --- | ----- |
| BNV | Brtonigla-Nova Vas            |     | 1:4 | 1:2 | 4:4 | 1:4 | 1:1 | 5:0 | 2:2 | 2:5 | 2:3 | 2:4 | 4:2   |
| DAJ | Dajla                         | 2:1 |     | 1:2 | 2:1 | 3:1 | 0:1 | 3:0 | 5:4 | 5:3 | 2:2 | 3:0 | 3:0   |
| ISK | Iskra Vinež                   | 2:1 | 4:3 |     | 2:0 | 1:3 | 1:2 | 1:0 | 2:1 | 3:1 | 3:0 | 0:0 | 4:0   |
| JEO | Jedinstvo Omladinac Nedešćina | 8:0 | 3:0 | 0:0 |     | 2:1 | 4:1 | 3:0 | 2:1 | 5:0 | 6:0 | 3:0 | 3:1   |
| KAL | Kaštelir Labinci              | 2:1 | 0:0 | 0:0 | 0:1 |     | 1:1 | 3:0 | 2:1 | 1:2 | 4:1 | 3:0 | 10:2  |
| MLA | Mladost Rovinjsko Selo        | 6:3 | 2:0 | 1:1 | 4:1 | 2:1 |     | 6:0 | 1:0 | 4:0 | 2:2 | 2:0 | 3:0 p |
| MUN | Muntić                        | 2:0 | 3:1 | 0:1 | 2:8 | 0:0 | 0:1 |     | 1:2 | 2:3 | 2:0 | 2:1 | 1:5   |
| PLO | Plomin                        | 2:0 | 2:3 | 0:1 | 1:2 | 0:4 | 1:1 | 6:0 |     | 3:0 | 1:0 | 4:2 | 5:0   |
| PUL | Pula ICI                      | 1:3 | 1:0 | 1:0 | 2:6 | 1:3 | 0:2 | 0:2 | 0:1 |     | 3:1 | 0:0 | 2:0   |
| RAB | Rabac                         | 3:1 | 4:3 | 1:0 | 4:1 | 0:2 | 2:3 | 1:1 | 1:1 | 2:0 |     | 6:1 | 1:0   |
| ŠIŠ | Šišan                         | 6:1 | 1:0 | 0:5 | 0:2 | 1:1 | 2:2 | 1:0 | 2:0 | 1:1 | 3:1 |     | 2:1   |
| VOD | Vodnjan                       | 2:3 | 2:5 | 0:4 | 3:5 | 0:2 | 0:1 | 1:3 | 2:2 | 0:7 | 2:5 | 1:3 |       |
| |                               |     |     |     |     |     |     |     |     |     |     |     |       |
| podebljan rezultat - utakmice od 1. do 11. kola (1. utakmica između klubova) rezultat normalne debljine - utakmice od 12. do 22. kola (2. utakmica između klubova) rezultat nakošen - nije vidljiv redoslijed odigravanja međusobnih utakmica iz dostupnih izvora rezultat nakošen i smanjen * - iz dostupnih izvora nije uočljiv domaćin susreta prekrižen rezultat - poništena ili brisana utakmica p - utakmica prekinuta 3:0 p.f. / 0:3 p.f. - rezultat 3:0 bez borbe |                               |     |     |     |     |     |     |     |     |     |     |     |       |

 Izvori: 

## Poveznice
- 2. ŽNL Istarska
- 3. ŽNL Istarska 2017./18.
- Nogometni savez Županije Istarske  Arhivirana inačica izvorne stranice od 21. srpnja 2017. (Wayback Machine)
- nszi.hr, 2. ŽNL Istarska  Arhivirana inačica izvorne stranice od 20. lipnja 2017. (Wayback Machine)
- nszi.hr, Bilteni  Arhivirana inačica izvorne stranice od 16. srpnja 2017. (Wayback Machine)
- istrasport.eu, 2. ŽNL Istarska
- istrasport.eu, 2. ŽNL Istarska, ljestvica  Arhivirana inačica izvorne stranice od 23. prosinca 2017. (Wayback Machine)